# 刘小龙
刘小龙（英語：Liu Xiaolong，1988年5月12日—），福建漳州人，中华人民共和国羽毛球男运动员。

## 簡歷
刘小龙自小身体虚弱，父母為了讓他锻炼身体，決定在他7岁時送他到市体校學習羽毛球。因著左撇子的特点，小龙尤其受到教練的重視，而他打球的目的，也漸漸從锻炼身体转变为争取好成绩。
1999年，福建省队为培养新人，破格从市体校直接招收小球员，刘小龙也因此被征召。可是，由於自小体弱多病，体能較差，教練遂安排他改练双打。2005年，他便在全国青年赛中取得佳績，並引起了国家队教练注意。
2006年6月，刘小龙被选进国家二队，並在同年的世界青年羽毛球錦標賽，分別夥拍李田和廖婧梅，贏得男、女子雙打兩項亞軍。至2008年初，他再被提升至一队，次年4月便曾夥拍柴飚參加在水原市舉行的亞洲羽毛球錦標賽，贏得男子雙打季軍；其後更被派参加海德拉巴举行的世界羽毛球錦標賽。其後，刘小龙被教練安排改與邱子瀚搭档直到现在。

### 嶄露頭角
刘小龙與邱子瀚的組合在2013年度取得了重大的進步。年初，他們打進了德國黃金大獎賽決賽，僅負於隊友屈居亞軍；3月，他們轉戰全英首要超級賽，先後淘汰多對種子選手，最後奪得冠軍；在接下来的印度超级赛，他俩再次夺冠，世界排名也迅速升至第六位。一連串国际赛场上的表现令人刮目相看，連中国队总教练李永波亦對他們赞不绝口，认为他们的打法很先进，用速度和勇往直前的精神取得胜利，並指出他俩特別的发球和接发球环节的技术风格，往往使他們能在关键局取得勝利。
2013年5月，刘小龙入選馬來西亞舉行的蘇迪曼盃的最終陣容。首次参加团体大赛的“子龙组合”在決賽取代了“风云组合”的位置，並击败世界排名第二的韩国组合高成炫 / 李龍大，除助中国队成功衛冕外，也为個人取得首個世界冠軍頭銜。

### 2013年世錦賽
2013年8月，刘小龙參加中國廣州舉行的世界羽毛球錦標賽，與邱子瀚以7號種子身分出戰男子雙打項目。他們首圈輪空，第二圈即以2比0擊敗日本的橋本博且/平田典靖晉級；但在第三圈就以0比2（19-21、15-21）不敵10號種子、印尼的安加·普拉塔玛/利安·阿刚·萨普特拉，16強止步。

## 主要比賽成績
只列出曾進入準決賽的國際賽事成績：
| 年份   | 賽事                     | 公開賽級別 | 項目     | 拍檔   | 成績   |
| ------ | ------------------------ | ---------- | -------- | ------ | ------ |
| 2006年 | 世界青年羽毛球錦標賽     | 其他       | 男子雙打 | 李田   | 銀牌   |
| 2006年 | 世界青年羽毛球錦標賽     | 其他       | 混合雙打 | 廖婧梅 | 銀牌   |
| 2006年 | 世界青年羽毛球錦標賽     | 其他       | 混合團體 | －     | 銀牌   |
| 2009年 | 亞洲羽毛球錦標賽         | 其他       | 男子雙打 | 柴飚   | 銅牌   |
| 2009年 | 東亞運動會羽毛球比賽     | 其他       | 男子團體 | －     | 金牌   |
| 2010年 | 韓國羽毛球大獎賽         | 大獎賽     | 男子雙打 | 邱子瀚 | 準決賽 |
| 2011年 | 加拿大羽毛球大獎賽       | 大獎賽     | 男子雙打 | 邱子瀚 | 亞軍   |
| 2011年 | 碧特博格羽毛球黃金大獎賽 | 黃金大獎賽 | 男子雙打 | 邱子瀚 | 亞軍   |
| 2011年 | 碧特博格羽毛球黃金大獎賽 | 黃金大獎賽 | 混合雙打 | 成淑   | 準決賽 |
| 2012年 | 泰國羽毛球黃金大獎賽     | 黃金大獎賽 | 男子雙打 | 邱子瀚 | 冠軍   |
| 2012年 | 香港羽毛球超級賽         | 超級賽     | 男子雙打 | 邱子瀚 | 準決賽 |
| 2013年 | 馬來西亞羽毛球超級賽     | 超級賽     | 男子雙打 | 柴飚   | 準決賽 |
| 2013年 | 德國羽毛球黃金大獎賽     | 黃金大獎賽 | 男子雙打 | 邱子瀚 | 亞軍   |
| 2013年 | 全英羽毛球首要超級賽     | 首要超級賽 | 男子雙打 | 邱子瀚 | 冠軍   |
| 2013年 | 印度羽毛球超級賽         | 超級賽     | 男子雙打 | 邱子瀚 | 冠軍   |
| 2013年 | 蘇迪曼盃                 | 其他       | 混合團體 | －     | 金牌   |
| 2013年 | 中國羽毛球大師賽         | 超級賽     | 男子雙打 | 邱子瀚 | 準決賽 |
| 2013年 | 東亞運動會羽毛球比賽     | 其他       | 男子團體 | －     | 金牌   |
| 2013年 | 法國羽毛球超級賽         | 超級賽     | 男子雙打 | 邱子瀚 | 準決賽 |
| 2014年 | 印度羽毛球超級賽         | 超級賽     | 男子雙打 | 邱子瀚 | 亞軍   |
| 2014年 | 湯姆斯盃                 | 其他       | 男子團體 | －     | 銅牌   |
| 2014年 | 亞洲運動會羽毛球比賽     | 其他       | 男子團體 | －     | 銀牌   |
| 2014年 | 香港羽毛球超級賽         | 超級賽     | 男子雙打 | 邱子瀚 | 亞軍   |
| 2015年 | 澳洲羽毛球超級賽         | 超級賽     | 男子雙打 | 邱子瀚 | 準決賽 |
| 2015年 | 世界羽毛球錦標賽         | 其他       | 男子雙打 | 邱子瀚 | 銀牌   |

| 2007-2017年 | 首要超級賽 | 超級賽 | 黃金大獎賽 | 大獎賽 | 國際挑戰賽 | 國際系列賽 | 未來系列賽 | 其他 |

| 2018-2026年 | 總決賽 | 超級1000賽 | 超級750賽 | 超級500賽 | 超級300賽 | 超級100賽 | 國際挑戰賽 | 國際系列賽 | 未來系列賽 | 其他 |

### 世界冠軍頭銜
刘小龙在羽毛球生涯中共奪得1項羽毛球世界冠軍頭銜。
| 賽事     | 奪冠次數 | 年份               |
| -------- | -------- | ------------------ |
| 蘇迪曼杯 | 1        | 2013年（混合團體） |
| 總計     | 1        |                    |

### 奧運會和世錦賽參賽紀錄
|          | 搭檔   | 2009 | 2010 | 2011 | 2012 | 2013 | 2014 | 2015 |
| -------- | ------ | ---- | ---- | ---- | ---- | ---- | ---- | ---- |
| 男子雙打 | 柴飚   | 48強 | －   | －   | －   | －   | －   | －   |
| 男子雙打 | 邱子瀚 | －   | －   | 32強 | －   | 16強 | 8強  | 銀牌 |